# Slottsbacken
Slottsbacken (švedsko za 'Grajsko pobočje') je ulica v Gamla stanu, starem mestnem jedru v osrednjem Stockholmu na Švedskem.
Razteza se vzhodno od stockholmske stolnice in kraljeve palače do ulice Skeppsbron, ki poteka vzdolž vzhodnega obalnega pasu starega mestnega jedra. Na zahodnem koncu ulica Källargränd vodi proti jugu do trga Stortorget, medtem ko Storkyrkobrinken razširja Slottsbacken proti zahodu onkraj stolnice in Högvaktsterrassen do trga Riddarhustorget. Na južni strani Slottsbackna se tri ulice povezujejo z notranjostjo starega mestnega jedra: na obeh straneh Tessinove palače sta Finska Kyrkogränd in Bollhusgränd, medtem ko se Österlånggatan začne v nizko ležečem vzhodnem delu pobočja.

## Zgodovina
Ulica, poimenovana po bližini kraljeve palače, se v zgodovinskih zapisih prvič pojavi v drugi polovici 15. stoletja (1476, stalbakkan, 'Hlevsko pobočje; 1478, Slotz bakkan), ime pa je že od zgodnjega začetka označevalo ne le pobočje do obale, temveč tudi odprt prostor nad njim.
Sedanjo palačo, ki jo je zasnoval Nikodem Tessin mlajši in je bila zgrajena v letih 1697–1760, je bil predhodnica srednjeveški grad Tre kronor ('Tri krone'), ki je bil med svojim obstojem nenehno obnavljan in ga je leta 1697 dokončno uničil požar. Južno od te starejše stavbe je bilo v srednjem veku pobočje iz peska in gramoza, ki je bilo namerno puščeno nepozidano zaradi obrambnih namenov. Verjetno širše od sedanjega pobočja se je raztezalo južneje do kraljevih hlevov, kuhinjskih vrtov in mesarskih stojnic na nasprotni strani. Leta 1520 so meščane mesta prosili, naj svoje hleve in svinjake preselijo s 'Hlevskega pobočja' (Stallbacken) na hribe, ki obdajajo mesto. V 16. stoletju so okoli kraljeve palače zgradili nove obrambne zidove na račun odprtega območja, ki jo obdaja, obrambne konstrukcije, ki so bile v začetku 17. stoletja zastarele.
Do konca 17. stoletja se je pobočje preoblikovalo v izjemno ozko ulico, stisnjeno med širokim jarkom palače in pisanimi strukturami, razporejenimi na južni strani. Deli pet metrov globokega jarka so bili uporabljeni kot gledališče in opremljeni z nadgradnjo.
Med gradnjo nove palače so pobočje preoblikovali v veličastno baročno predsobo palače, strukture in vrtove na južni strani pa so posledično nadomestile prestižnejše kamnite stavbe. Medtem ko je bila zunanjost palače bolj ali manj dokončana v 1750-ih, so dela na pobočju, glavnem pristopu do palače, do konca istega stoletja še vedno potekala.

## Pomembne stavbe in strukture

### Kraljeva palača
Čeprav so vse štiri fasade Kraljeve palače zgrajene iz opeke in jih povezuje enoten program, imajo vse značilne oblike glede na svoje različne funkcije. Južna fasada, ki predstavlja narod in skriva Kraljevo kapelo in Rikssal ('Narodna dvorana', kraljeva prestolna soba), je obrnjena proti glavnemu vhodu v palačo in je zato najbolj pompozna od vseh štirih. Obvladuje jo rimski slavolok, obdan z apnencem in opremljen s šestimi vojnimi trofejami, štirimi prizori ugrabitve Bouchardona in 16 reliefi, ki prikazujejo mitološke prizore. Ograja nad osrednjim delom je bila prvotno namenjena vrsti skulptur. Medtem ko visoki osrednji del, širok 115 metrov, obdaja 48 metrov dolgo vzhodno krilo, je ustrezno zahodno krilo omejeno na zgolj 11 metrov, saj so bili prvotni načrti arhitekta za rušenje srednjeveške stolnice prezrti. Kipi v osmih nišah, ki datirajo iz obdobja med letoma 1899 in 1902, prikazujejo pomembne Švede iz poznega 17. stoletja: Dahlbergha, M. Stenbocka, Stiernhielma, Polhema, Tessina, Adelcrantza, Linnaeusa in von Dalina.

### Stockholmska stolnica
Pet delov vzhodne fasade stockholmske stolnice odraža tri prvotne, srednjeveške ladje, glavno in stranski dve ladji.
Marmorni kip Olausa Petrija (1493–1552) iz leta 1897, ki ga je izklesal Theodore Lundberg, slavi reformatorja, ki ga je navdihnil študij v Nemčiji, ki ga je plačal kralj Gustav Vasa, prevedel Sveto pismo v švedščino in imel ključno vlogo pri razvoju švedskega jezika. Bil je poglavar cerkve med letoma 1543 in 1552 in je v njej pokopan.
Na tlakovanem pločniku med stolnico in palačo sta dve oznaki, ki kažeta lokacijo jugozahodnega bastijona srednjeveške palače in vzhodnega svetišča srednjeveške cerkve, ki ju je kralj Gustav Vasa porušil, da bi topovom palače zagotovil več prostora za merjenje.

### Kraljeva hiša
Visoka stavba na številki 2, zgrajena leta 1910 po načrtih Erika Josephsona (1864–1929), je bila deležna številnih kritik, saj je nadomestila nižjo stavbo, katere konkavna fasada je prostor pred palačo naredila širši in bolj izrazit, »najemniški barok« (hyreshusbarock), ki ga je predstavljala, pa je veljal za neprimernega za kraljevo okolje. Vendar pa v stavbi živi kraljevo gospodinjstvo (Hovstaterna).

### Tesinova palača
Glede na bližino kraljeve palače in zaradi nepravilne oblike parcele relativno diskretna trinadstropna fasada zasebne palače Nikodema Tessina mlajšega razkriva zelo malo razkošnega baročnega vrta na notranjem dvorišču. Apnenčasti portal Ferdinanda Foucqueta, enega najvidnejših monumentalnih kiparjev švedskega baroka, daje vabljiv namig na bogato okrašeno notranjost. Fasado sta prvotno obdajali dve steni, pravokotni na fasado.
Stavba je danes rezidenca okrožnega guvernerja Stockholma.

### Finska cerkev
Finska je bila del Švedske do leta 1809, nacionalna župnija Finske cerkve pa je bila ustanovljena v Stockholmu leta 1533, takrat v stari opatiji Črnih bratov. Stavbo, zgrajeno na sedanjem mestu med letoma 1648 in 1653, prvotno namenjeno igram z žogo in zato imenovano Lilla bollhuset ('Majhna hiša z žogo'), večinoma pa uporabljeno kot gledališče, je finska župnija prevzela leta 1725, od takrat pa izvira stavba nepravilne oblike. V notranjosti še vedno spominja na galerijo stare hiše. Ker cerkev ni nikoli imela spremljajočega pokopališča, je bila cerkev Katarine na Södermalmu zelo pomembna za finsko župnijo do 19. stoletja.

### Obelisk
22 metrov visok granitni obelisk iz leta 1800 je zasnova arhitekta Jeana Louisa Despreza. Naročil ga je kralj Gustav III. in postavil izumitelj in polkovnik-mehanik Jonas Lidströmer. Nastal je kot plod kraljeve hvaležnosti meščanom Stockholma, ki so varovali mesto med kraljevo vojno z Rusijo v letih 1788–1790. Navdihnjen z egipčanskimi obeliski, se navpično zoži in konča v obliki piramide, vendar je v nasprotju s tem izdelan iz več kamnov.

### Kip Gustava III.
Bronasti kip Gustava III. na visokem porfirnem podstavku, ki stoji ob pomolu, je iz leta 1808, zasnoval pa ga je Johan Tobias Sergel, postavil pa ga je njegov prijatelj, izumitelj in polkovnik-mehanik Jonas Lidströmer, ki je zasnoval tudi postavek s funkcionalnimi stopnicami okoli kipa, ki se tako ujemajo z okoliškimi pomoli, za katere je bil odgovoren. Navdihnjen z Apolonom Belvederskim in po naročilu samega kralja, prikazuje monarha, oblečenega v mornariško uniformo in plašč, ki švedskemu ljudstvu izroča oljčno vejico, medtem ko po ruski vojni 1788–1790 junaško pristane na pomolu.

### Kraljeva orožarna
Relativno diskreten vhod v Kraljevo orožarno, ki je pod vzhodnim krilom palače, skriva nagrajeni muzej, ustanovljen v letih 1971–1978, ki prikazuje kraljeve kostume, krone, kočije in orožje, razstavljeno pod kletnimi oboki palače.

### Kraljevski kabinet kovancev
Kraljevi kabinet kovancev je institucija z nacionalno odgovornostjo za ohranjanje in zgodovinske študije kovancev, medalj in financ na splošno. Z razstavami institucija ponuja vpogled v gospodarsko zgodovino sveta, s posojanjem predmetov iz svoje zbirke raziskovalcem in razstavam po vsem svetu pomaga pri razvoju znanja na svojem področju delovanja, z vzdrževanjem nacionalnega registra zakladov kovancev pa je zelo pomemben za znanstvenike na Švedskem. Nad portalom je umetniško delo Elisabeth Ekstrand iz leta 1996 z naslovom Vattenporfyrlek ('Igra vodnega porfirja'), izdelano iz porfirja in marmorja.